# Türkan
Türkan (ryska: Тюркян) är en ort i Azerbajdzjan.   Den ligger i distriktet Baku, i den östra delen av landet, 28 km öster om huvudstaden Baku. Antalet invånare är 9 699.
Terrängen runt Türkan är platt, och sluttar söderut. Runt Türkan är det tätbefolkat, med 982 invånare per kvadratkilometer.. Närmaste större samhälle är Hövsan, 11,5 km väster om Türkan. 
Omgivningarna runt Türkan är i huvudsak ett öppet busklandskap.